# مطالعات فلسطین
فلسطین‌شناسی یا مطالعات فلسطین (به انگلیسی: Palestine studies)، رشته‌ای میان-رشته‌ای است که به تحقیق و مطالعه تمدن، تاریخ، ادبیات، هنر و فرهنگ مردم فلسطین می‌پردازد. این رشته بخشی از حوزه وسیع تر شرق‌شناسی محسوب می‌شود.
مطالعات فلسطین با مطالعات عربی که مطالعهٔ فرهنگ عربی، به‌طور خاص زبان و ادبیات عرب است، تفاوت دارد. مطالعات فلسطین با رشته‌های انسان‌شناسی، مطالعات پسااستعماری، مطالعات جنسیتی، مطالعات فرهنگی و ادبیات انگلیسی و تطبیقی مرتبط می‌شود.

## زمینه
رشته مطالعات فلسطین از زمان پیدایش به‌طور قابل توجهی تکامل یافته‌است. قبل از اواخر دهه ۱۹۸۰، مطالعه فلسطین از طریق نظریه‌های اجتماعی غربی انجام می‌شد که بر مأموریت مهاجران و استعمارگران اروپایی برای هدایت بومیان به سمت مدرنیته تأکید می‌کرد.
ظهور باستان‌شناسی کتاب مقدس در قرن ۱۹، که توسط قدرت‌های اروپایی که برای کنترل فلسطین رقابت می‌کردند، به کاوش‌های باستان‌شناسی گسترده و تسلط بر مطالعات کتاب مقدس منجر شد. تأسیس صندوق اکتشاف فلسطین در سال ۱۸۶۵ و متعاقب آن حفاری مکان‌های اصلی در دوران طلایی باستان‌شناسی کتاب مقدس در دهه ۱۹۲۰، رشته‌های باستان‌شناسی و مطالعات کتاب مقدس را شکل داد.
شرق‌شناسی تأثیر بسزایی بر تلقی جهان غرب از فلسطین و مردم آن داشته‌است. اثر ادوارد سعید دربارهٔ شرق‌شناسی، نگرش‌ها و کلیشه‌های منفی را که نویسندگان و خاورشناسان غربی نسبت به شرق، از جمله فلسطین داشتند، برجسته کرد.
در سال‌های اخیر، تحولی در مطالعه اسرائیل، کشورهای عربی و در فلسطین و اسرائیل رخ داده‌است حرکتی به سمت تاریخ اجتماعی و فرهنگی در مطالعه فلسطین پسین عثمانی و دوران قیمومیت، بررسی مسائل جنسی، طبقه، نژاد و سلطه صورت قابل ملاحظه‌است.

## مراکز دانشگاهی
- موسسه مطالعات فلسطین (IPS)
- مرکز اروپایی مطالعات فلسطین در دانشگاه اکستر
- مرکز مطالعات فلسطین در دانشگاه کلمبیا
- مرکز مطالعات فلسطین (CPS) در دانشگاه SOAS لندن
- مرکز مطالعات فلسطین دانشگاه براون در دانشگاه براون
- مرکز تحقیقات فلسطینی آمریکایی
- مرکز مطالعات فلسطین کمبریج
- شنیدن فلسطین در دانشگاه تورنتو
- مرکز تحقیقات سیاست و نظرسنجی فلسطین (PSR)
- صندوق اکتشاف فلسطین
- انجمن فلسطین
- جامعه شرقی فلسطین
- مدرسه باستان‌شناسی بریتانیا در اورشلیم
- مرکز هاشم ثانی برای مطالعات فلسطین در دانشگاه مالایا

## مجلات علمی
- ژورنال مطالعات فلسطین
- مجله سرزمین مقدس و مطالعات فلسطین
- فصلنامه اورشلیم
- مجله فلسطین-اسرائیل
- بولتن مطالعات فلسطین (BPS)
- بررسی فلسطین/اسرائیل